# Frontera entre Kazajistán y Turkmenistán
La frontera entre Kazajistán y Turkmenistán se extiende sobre 379 km en una curva que rodea la depresión inundada de Kara Bogaz Gol en Turkmenistán. A partir del litoral del mar Caspio, se dirige hacia el este hasta la triple frontera entre Kazajistán, Turkmenistán y Uzbekistán. Separa la provincia de Mangystau (en el extremo suroeste de Kazajistán), de la provincia de Balkan (al noroeste de Turkmenistán).
Kazajistán tiene una larga historia de dominación de rusa desde el siglo XVII. Después de la revolución soviética formó parte de la Unión Soviética como parte del Turquestán ruso. Fue la última de las repúblicas en separarse de la URSS. Por su parte, Turkmenistán fue dominada por los rusos desde 1869 y por la Unión Soviética hasta que se independizó en 1990.